# Jean Van Houtte
Jean Marie Joseph, barón Van Houtte (Gante, 17 de marzo de 1907 - Bruselas, 23 de mayo de 1991) fue un político belga.
Doctor en derecho, Van Houtte fue docente en la Universidad de Gante y en la Universidad de Lieja. Fue director del Instituto Belga de Finanzas Públicas y senador por el Partido Social Crístiano (PSC-CVP) desde 1949 hasta 1968.
Ministro de Finanzas durante los gobiernos de Jean Duvieusart y Joseph Pholien, Van Houtte fue primer ministro de Bélgica desde el 15 de enero de 1952 hasta el 23 de abril de 1954. Su gobierno estuvo marcado por la recesión económica y por el debate sobre la conscripción (particularmente durante el periodo de servicio militar).